# Стамо Костов (стадион)
Стадион „Стамо Костов“ се намира в град Попово и на него играе домакинските си мачове местният футболен тим ФК „Черноломец 04“.
Разположен е в близост до Градската градина, отвсякъде обграден от горски масиви. Побира около 3500 седящи места. Имало е обаче моменти в историята, в които на стадиона са присъствали над 10 000 души - например когато „Етър“ (Велико Търново), наказан с лишаване от домакинство, играе домакинските си мачове на стадиона в Попово.
Повече от 20 години името на стадиона, макар и без да е официално променено или премахнато, не се използва. Известен е за жителите на Попово като „градския стадион“ или „стадиона в Градската градина“.
Домакин и диктор на стадиона е Георги Денев.